# Hipóstasis
Hipóstasis (del griego antiguo ὑπόστασις(hypóstasis) substancia, generalmente: «fundamento», filosóficamente: «estado de ser») es un término utilizado en textos filosóficos desde la antigüedad tardía, inicialmente para referirse a la existencia concreta de una cosa. Formalmente, hipóstasis es el estado subyacente o sustancia subyacente y es la realidad fundamental que sostiene todo lo demás. En el neoplatonismo, las hipóstasis del alma, el intelecto (nous) y «el uno» fueron abordadas por Plotino. En teología cristiana, la Santísima Trinidad consiste en tres hipóstasis: La Hipóstasis del Padre, la Hipóstasis del Hijo y la Hipóstasis del Espíritu Santo, desde el punto de vista de su particularidad respectiva, en oposición a su esencia común, su ousia («un solo ser - tres hipóstasis»).
El término de origen griego es usado a menudo, aunque imprecisamente, como equivalente de ser o sustancia, pero en tanto que realidad de la ontología o metafísica, puede traducirse como «ser de un modo verdadero», «ser de un modo real» o también «verdadera realidad». 
Immanuel Kant acuñó el verbo «hipostasiar» (hypostasieren) para referirse a todos aquellos casos en los que se confunde el pensamiento sobre objetos que no existen realmente con su supuesto conocimiento.  

## Etimología y significado general
El sustantivo ὑπόστασις hipóstasis deriva del verbo ὑϕίστημι hyphístēmi (o también: ὑπίστημι hypístēmi), que intransitivamente significa «estar debajo de» y, más generalmente, «estar presente» o «existir», y transitivamente significa «colocar/poner debajo» o «sostener». Como término médico y científico, hipóstasis existe desde Hipócrates y Aristóteles; los principales significados son «subyacente» y «soporte», así como «lo que se acumula debajo»: un sedimento, una precipitación o, por ejemplo, la resina que baja de un árbol. En la época helenística, se hicieron comunes significados abstractos derivados de éste, como «fundamento» o «plan general» o también «concepto básico».
El uso filosófico se deriva probablemente de la imagen de los posos o sedimentos. El sedimento es algo que inicialmente estaba oculto en el líquido, pero luego se ha hundido, acumulado y condensado; así se ha hecho visible y permanece después, aunque el líquido se evapore. Hipóstasis significa aquí «existencia permanente» o «realidad», una existencia que no es meramente aparente o imaginaria. En este sentido, la palabra aparece a partir del siglo II a. C. Sin embargo, inicialmente no era un término técnico estrictamente definido y limitado a un significado específico. Los intentos de académicos más antiguos por demostrar un uso específico del término por parte de los estoicos o los peripatéticos han fracasado.
Solo posteriormente se utilizó también la hipóstasis como sinónimo de Sustancia (en griego ousia). Sin embargo, como muestran los pasajes del texto, hay una diferencia de significado. La hipóstasis denota la manifestación del ser abstracto (literalmente «ser» o «eseidad») que significa ousia, la existencia concreta en la realidad. Así, el comentarista de Aristóteles Alejandro de Afrodisias escribe que la sustancia y la forma difieren según su ser (kat' ousían), pero son inseparables en su existencia (hypostásei) y ocurrencia.

## Como término filosófico

### Antigüedad
Además de sus anteriores significados generales y flexibles, el término hipóstasis también adquirió un significado concreto como término técnico en la filosofía griega de la época imperial romana, especialmente en el neoplatonismo. En este uso, denota una forma independiente de existencia que debe distinguirse de otras formas de existencia. Esto no significa la existencia de cosas individuales que se distinguen de otras cosas individuales del mismo tipo, sino un tipo especial de existencia, de realidad. Así, el escéptico Sexto Empírico consideraba hipóstasis conceptos como «blanco» y «dulce», pero no formas comparativas como «más blanco» o «más dulce». También discutió la cuestión de si a la línea, al conjunto o al número se les debe atribuir una realidad propia y, por tanto, ser considerados hipóstasis.
Pseudo Aristóteles usó el término hipóstasis en el sentido de sustancia material.
En ocasiones  los filósofos escribían que algo era una hipóstasis o no una hipóstasis cuando querían decir que tenía una hipóstasis o no una hipóstasis. Este uso se hizo común el neoplatonismo y más tarde en el cristianismo, .
Los neoplatónicos afirmaban que bajo los fenómenos superficiales que se presentan ante nuestros sentidos existen tres principios espirituales superiores, o hipóstasis, cada uno más sublime que el anterior. El fundador de la tradición neoplatónica, Plotino, utiliza el término hipóstasis con frecuencia, pero todavía no en el sentido de un término técnico especial. Habla de tres «naturalezas» (phýseis) en el reino jerárquicamente estructurado de lo espiritual: el Uno, el Nous y el Alma. También llama al Uno la «primera hipóstasis». Plotino considera que la materia no existe en sentido propio y, por tanto, no es una hipóstasis.
Como término técnico que designa específicamente las «naturalezas» en el sentido de formas de ser o niveles de ser, la hipóstasis solo aparece en la obra del alumno de Plotino, Porfirio. Describe el nous, el alma y el cuerpo del mundo como hipóstasis completas y perfectas por debajo del Uno; en otro contexto queda claro que también considera al Uno mismo como una hipóstasis perfecta. Además de estas hipóstasis perfectas en el mundo puramente espiritual, supone hipóstasis imperfectas que se manifiestan en el espacio y el tiempo. El respectivo nivel subordinado del ser aparece en este modelo neoplatónico de estadios como un flujo de salida del siguiente superior; surge del superior sin que este último sea cambiado o disminuido por él. En otro contexto, Porfirio, interpretando a Platón, llama al Bien, al Demiurgo (creador del mundo) y al Alma del Mundo las tres hipóstasis de la Divinidad.
Al parecer, Porfirio fue también el creador del uso filosófico del contra-término parhipóstasis. Este servía para designar la aparente existencia de algo que no existe realmente, sino que solo representa la falta de algo real. Los antiguos neoplatónicos, especialmente Proclo, atribuían tal modo irreal de existencia al mal, que consideraban una mera carencia.

### Tiempos modernos
En los siglos XVII y XVIII, el término hipóstasis dejó de ser habitual en la terminología filosófica y no se trató en los léxicos especializados. Solo Immanuel Kant retomó la palabra raíz acuñando el verbo «hipostasiar» (hypostasieren). Lo utilizó para referirse a la formación de una idea errónea que surge cuando a un mero pensamiento se le atribuye injustificadamente una realidad objetiva, aunque no haya ninguna base para suponer que un objeto real fuera del sujeto pensante se corresponda con el pensamiento «en la misma calidad». Kant encontraba que la razón se engaña cuando se «hipostasian» las ideas, es decir, cuando se toma una máxima meramente subjetiva de la razón para la determinación objetiva de los objetos de la experiencia empírica y luego se piensa que se pueden reconocer los objetos correspondientes a las ideas hipostasiadas. De este modo, el pensamiento de un objeto es usado para su cognición. Dicho procedimiento se basa «en una mera obra de ilusión». No solo los pensamientos, sino también las ideas sensuales podrían ser hipostasiadas.
Bajo la influencia de Kant, las expresiones «hipostasiar» e «hipóstasis» entraron en el uso filosófico. Así, Arthur Schopenhauer escribió que la voluntad humana produce el teísmo: «[...] porque al rezar de esta manera, un Dios es hipostasiado; no al revés». El neokantiano Wilhelm Windelband (1848-1915) describió la metafísica como la «hipóstasis de los ideales, en el caso más puro de los ideales lógicos». Windelband afirmó que esta hipóstasis se basaba en el hecho de que la filosofía siempre había reclamado el derecho a pensar el mundo de tal manera que «más allá de todas las insuficiencias de su apariencia, las determinaciones de valor del espíritu deberían ser la realidad viva en su base más profunda». Aunque este derecho había sido negado por el positivismo, no era un empeño que hubiera fracasado «de raíz». Más bien, no solo había—como creía Kant—una justificación de la misma a través de la razón práctica, sino también razones puramente teóricas que estaban totalmente justificadas. Max Horkheimer criticó la «falsa autoconciencia del erudito burgués», que había encontrado una expresión especialmente concisa en el neokantianismo. Esto había convertido los rasgos individuales de la actividad teórica del especialista en categorías universales, «como si fueran momentos del espíritu del mundo, del 'logos' eterno». Se trataba de una «hipóstasis del logos como realidad».

## En teología y religión: Unión hipostática
En teología cristiana se emplea la palabra persona para referirse a la hipóstasis de la Santísima Trinidad, queriendo significar ‘sustancia individual o singular’, algo distinto de la naturaleza (physis) y la sustancia (ousía). En particular, en el cristianismo ortodoxo, se proclama que la Santísima Trinidad son tres personas distintas e inconfundibles, pero, cada una de ellas, hipóstasis de una misma esencia inmaterial (cfr. credo niceno sin cláusula Filioque).
La unión hipostática es un término técnico que designa la unión de las dos naturalezas, divina y humana, que en la teología cristiana se atribuye a la persona de Jesús. De esta manera, Cristo es Dios en la carne (Juan 1:1,14;Col 1:15;Heb 1:3;Tito 1:13; Col 2:9; Juan 8:58;10:30-34; Heb 1:8), y es plenamente Dios y plenamente hombre (Col 2:9). Así, tiene dos naturalezas, la de Dios y la humana, y no es “mitad Dios, mitad hombre”. Nunca perdió su divinidad, ni hubiese podido hacerlo.
Continuó existiendo como Dios cuando se encarnó y agregó la naturaleza humana a su eterna naturaleza divina (Fil 2:5-11). Consecuentemente, en Jesucristo está la “unión, en una sola persona, de una plena naturaleza humana y una plena naturaleza divina”.
- Jesús como Dios: es adorado (Mt 2:2,11;14:33), se le ora (Hch 7:59), no tuvo pecado (1Pedro 2:22; Heb 4:15), es omnisciente (Juan 21:17), da vida eterna (Juan 10:28) y en él habita la plenitud de la Deidad (Col 2:9).

- Jesús como hombre: adoró al Padre (Juan 17), oró al Padre (Juan 17:1), fue tentado a pecar (Mt 4:1), creció en sabiduría (Lc 2:52), pudo morir (Rom 5:8) y tiene un cuerpo de carne y hueso (Lc 24:39).

La unión hipostática es, según la teología cristiana, la unión entre el Verbo de Dios y una naturaleza humana en la única persona del Hijo de Dios. Esta es la base de la doctrina cristiana, en la Trinidad, el Dios único de la tradición judeocristiana, prosopon (persona), physis (naturaleza) en la unidad de una misma ousía (sustancia); el Verbo corresponde entonces a la segunda hipóstasis o persona, el Hijo. El calificativo de hipostática que se da a la unión, en Jesús de Nazaret, de la naturaleza humana y la divina alude al hecho de que se trata de una unión según la hipóstasis/persona del Verbo o Hijo de Dios; vale decir, si bien tanto la naturaleza divina como la humana mantienen todos los atributos que les son propios, de modo, por ejemplo, que se puede decir que, en Jesús de Nazaret, se dan dos voluntades, dos entendimientos y dos naturalezas (todas a la vez divinas y humanas), forman con todo, una sola persona, un único centro de imputación de conducta, y esta persona corresponde al Verbo de Dios encarnado, el Dios-hombre. Junto con la doctrina de la Trinidad, la de la Encarnación del Verbo constituye el núcleo de la fe cristiana, que la distingue drásticamente de su tronco y raigambre hebrea; particularmente la Encarnación constituye el contenido neto de los textos neotestamentarios que, en la perspectiva cristiana continúa, interpreta y perfecciona la fe en el Dios de Israel.
La definición dogmática de Calcedonia parte de un único sujeto (Jesucristo) que es "uno y el mismo"; con verdadera divinidad y verdadera humanidad; consustancial tanto al Padre como a nosotros, la humanidad que asume es idéntica a la nuestra salvo en el pecado.
Utiliza cuatro adverbios (en griego) para decir que es sin transformación de una naturaleza en la otra; sin conversión de las dos en una tercera; sin separación y sin superposición. citando el Concilio de Calcedonia "En dos naturalezas, sin confusión, sin cambio, sin división, sin separación"
La unión de las naturalezas, constituye una hipóstasis, de tal forma que no se puede decir que hay dos personas, sino sólo una.
Las dos naturalezas son realidades que no se superponen ni se confunden con la  unión, sino que, manteniendo cada una su consistencia óntica y dinámica, ambas constituyen la única hipóstasis o persona de Cristo.

### Otras doctrinas
En oposición a la doctrina oficial definida por el Concilio de Calcedonia:
- una persona con dos naturalezas (divina y humana),

se pueden distinguir las siguientes doctrinas cristológicas:
- El arrianismo: el Hijo no es consustancial al Padre. Está subordinado a él, creado por el Padre. Según algunas variantes, solo tendría una naturaleza humana (Arrio fue condenado en el Concilio de Nicea),
- El apolinarismo: Jesucristo tiene cuerpo humano, pero no alma humana (condenado en el Concilio de Constantinopla I),
- El nestorianismo: en Cristo coexisten dos personas distintas, una humana y otra divina (Nestorio fue condenado en el Concilio de Éfeso),
- El monofisismo de Eutiquio o eutiquianismo: Cristo tiene una sola naturaleza, la naturaleza divina ha absorbido la naturaleza humana (Eutiquio fue condenado en el Concilio de Calcedonia),
- El miafisismo: Cristo posee una única naturaleza compuesta por la naturaleza divina y la humanidad,
- El monotelismo: Jesús tiene una sola voluntad, de naturaleza divina (condenado en el Concilio de Constantinopla III).